# Hyphodontia latitans
Hyphodontia latitans är en svampart som först beskrevs av Bourdot & Galzin, och fick sitt nu gällande namn av Ginns & M.N.L. Lefebvre 1993. Hyphodontia latitans ingår i släktet Hyphodontia och familjen Schizoporaceae.  Artens status i Sverige är: Ej påträffad. Inga underarter finns listade i Catalogue of Life.